# Vino de palma
El vino de palma es una bebida alcohólica elaborada a partir de la savia de varias especies de palmeras, como la palma de Palmira, la palmera datilera o el cocotero. Es conocido por varios nombres en diferentes regiones y es común en varias partes de Asia tropical, África, el Caribe, América Latina y Micronesia.
La producción de vino de palma por parte de pequeños propietarios y agricultores individuales puede promover la conservación, ya que las palmeras se convierten en una fuente de ingresos familiares regulares que económicamente pueden valer más que el valor de la madera vendida.
Al vino de palma se le conoce como matango, mbuh, tumbu liquor o white stuff en Camerún; topé en Guinea Ecuatorial, emu o nkwu en Nigeria; poyo en Sierra Leona, nsamba en la República Democrática del Congo; manjenvo en Cabinda, Angola; nsafufuo en Ghana; En la India se le conoce de varias maneras según el idioma: taadi en hindi, sendi en canarés, kali en tulú, thati kallu (కల్లు) en télugu, kal (கள்) en tamil y kallu (കള്ള്) en malabar; en Myanmar se le conoce como htan yay (ထန်း ရည်); toddy en Malasia y en el idioma inglés (vía el dialecto srilanqués); mnazi en el mijikenda de Kenia; bahar según los kadazan-dusun y goribon según los rungus, ambas etnias en Sabah, Borneo; En las Filipinas, al vino de palma se le conoce como tubâ, que proviene de la época colonial española, de aquí se exportó a las Islas Marianas y a Borneo, donde se le llama tuba, y al occidente de México, donde es popular la bebida llamada así, tuba. En la isla de Leyte, en el centro de Filipinas, la tina roja se envejece con la corteza de color canela de seis meses a dos años, hasta que se vuelve rojo oscuro y al tocar su recipiente de vidrio emite un sonido profundo y hueco. Este tipo de tubâ se llama bahal (para la tubâ envejecida de esta manera hasta seis meses) y bahalina (para la tubâ envejecida hasta un año o más). En inglés a veces se le llama toddy, al igual que en Sri Lanka y Myanmar. También en Sri Lanka a menudo se le conoce en cingalés como thal ra (තල් රා), kithul ra (කිතුල් රා) o pol ra (පොල් රා). En Costa Rica y Honduras es conocido como vino de coyol, ya que se elabora con savia de coyol (Acrocomia vinifera), un tipo de palmera.

## Extracción

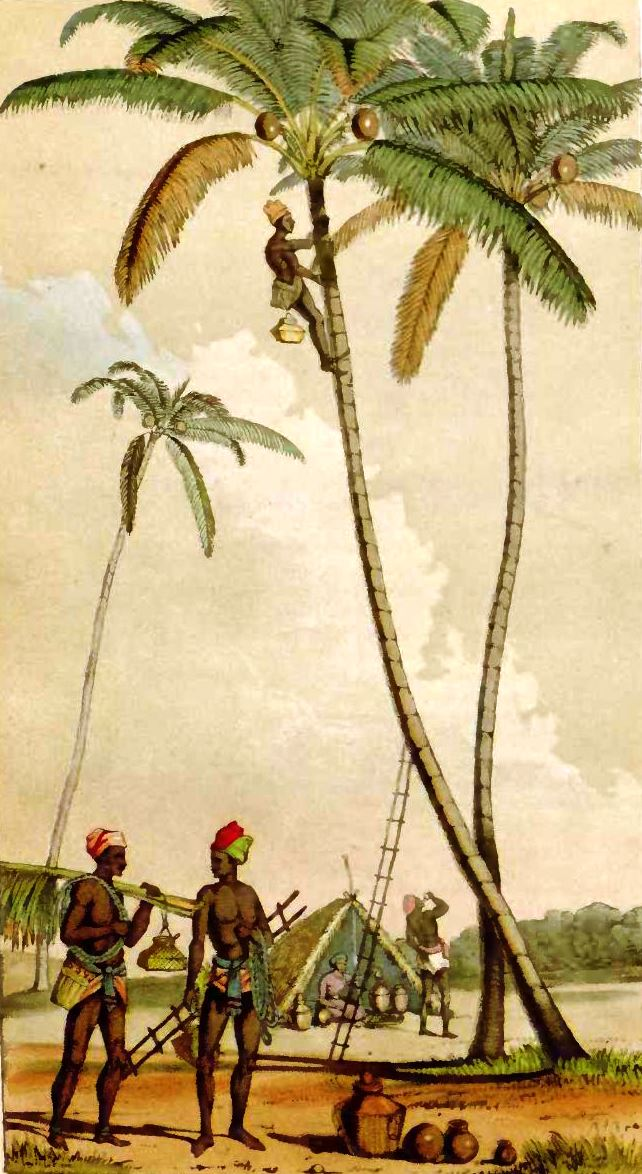
Recolectores de savia con cocoteros (Cocos nucifera).

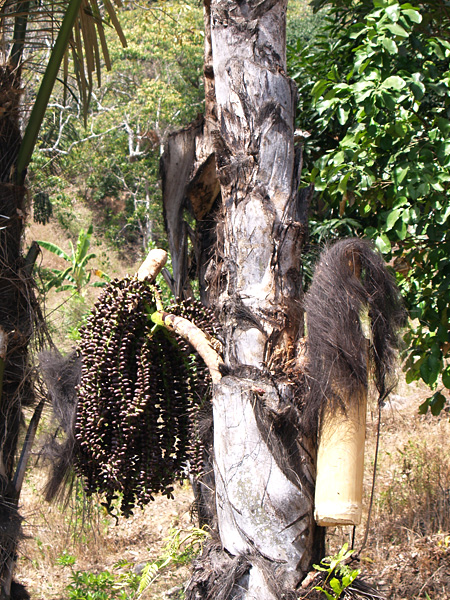
Recolección de savia de palma en Timor Oriental.

La savia es extraída y recogida por un recolector. Por lo general, la savia se recoge de la flor cortada de la palmera. Se sujeta un recipiente al tocón de la flor para recoger la savia. El líquido blanco que inicialmente se acumula tiende a ser muy dulce y solo tiene alcohol tras ser fermentado. Un método alternativo es tirando el árbol. Cuando esto se practica, a veces se enciende un fuego en el extremo cortado para facilitar la recolección de la savia.
La savia de la palma comienza a fermentar inmediatamente después de la recolección, debido a las levaduras naturales en el aire (a menudo estimuladas por la levadura residual que queda en el recipiente de recolección). En un par de horas, la fermentación produce un vino aromático de hasta 4% de contenido de alcohol, ligeramente embriagante y dulce. Se puede permitir que el vino fermente más tiempo, hasta por un día, para producir un sabor más ácido e intenso que algunas personas prefieren. Una fermentación más larga produce vinagre en lugar de vino.

## Destilado
El vino de palma se puede destilar para crear una bebida más fuerte, que tiene diferentes nombres según la región (por ejemplo, arrack, ginebra de pueblo, charayam o whisky de campo).
En Nigeria, esto se llama comúnmente ogogoro. En algunas partes de Camerún, se conoce como afofo. En partes del sur de Ghana, el vino de palma destilado se llama akpeteshi o burukutu. En Togo y Benín se llama sodabe, mientras que en Túnez se llama lagmi. En las zonas costeras de Kenia, se le conoce como chang'aa y se usa también aplicándolo sobre heridas para detener el sangrado abundante (mecanismo de acción desconocido). En Costa de Marfil, se llama koutoukou.
En Filipinas, el licor de palma destilado más común es el lambanog, que está hecho de tubâ envejecida. Tiene un volumen de alcohol muy alto, de 40 a 45% de alcohol.

## Consumo por región

### África

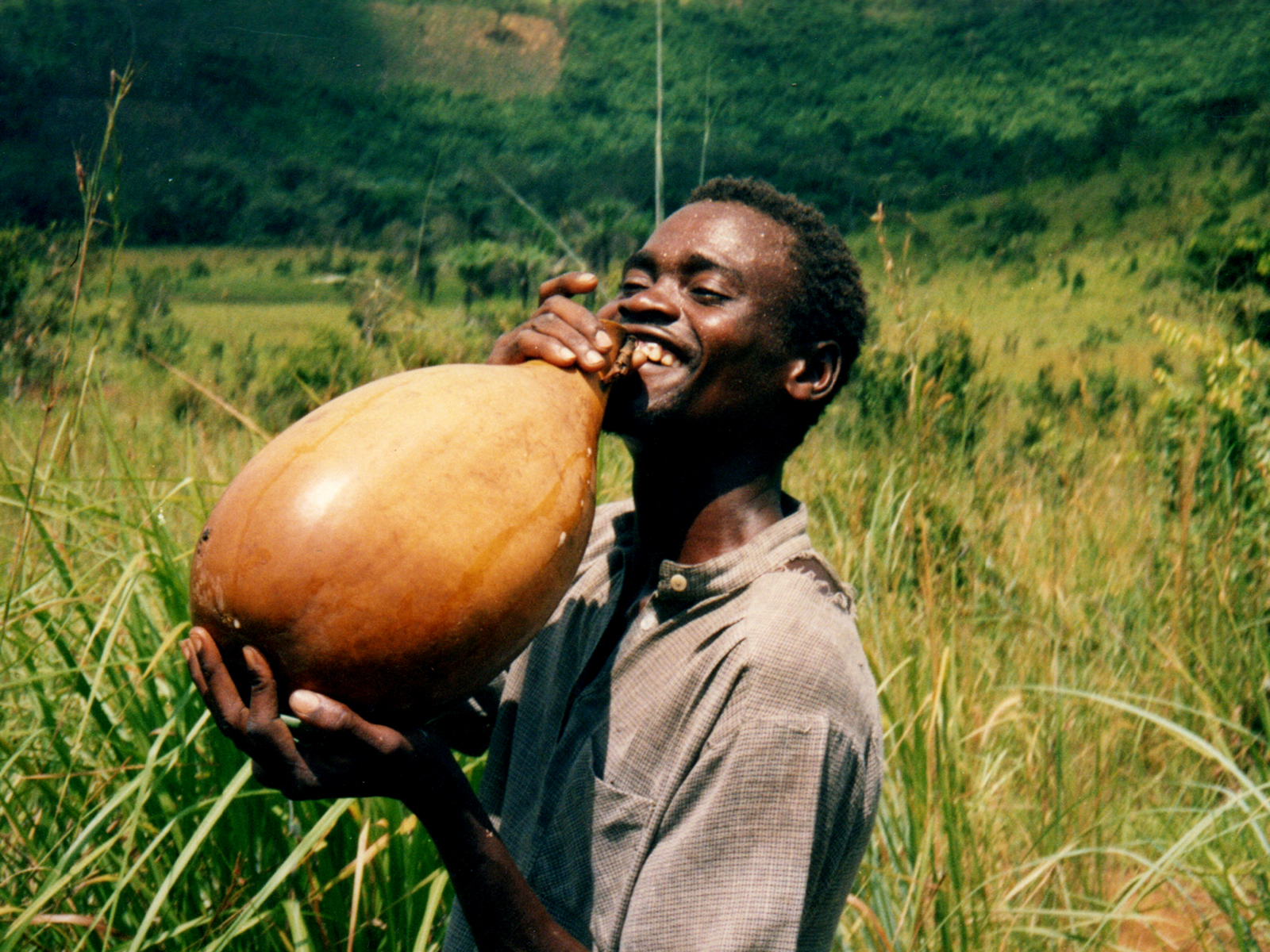
El vino de palma se recoge, fermenta y almacena en calabazas en la provincia de Bandundu, RD Congo

En África, comúnmente se extrae de palmeras datileras como la palmera plateada (Phoenix sylvestris), la palmira (Borassus) y la palmera taquipán (Caryota urens), o bien de palmeras aceiteras como la palmera africana (Elaeis guineensis), la palma de rafía (Raphia), palma de kithul (Kithul) o palma de nipa (Nypa fruticans). En parte del centro y el oeste de la República Democrática del Congo, el vino de palma se llama malafu. La recolección y producción de vino de palma se menciona en la novela Todo se desmorona del escritor nigeriano Chinua Achebe y es central en la trama de la novela El bebedor de vino de palma del autor nigeriano Amos Tutuola. El vino de palma desempeña un papel importante en muchas ceremonias en partes de Nigeria, como entre los pueblos igbos y en otras partes de África central y occidental. Se sirve en bodas, celebraciones de nacimiento y veladas funerarias. El vino de palma a menudo se infusiona con hierbas medicinales para remediar una amplia variedad de dolencias físicas. Como muestra de respeto a los antepasados fallecidos, muchas sesiones de bebida comienzan con una pequeña cantidad de vino de palma derramado en el suelo (kulosa malafu en Kikongo ya Leta). El vino de palma es disfrutado por hombres y mujeres, aunque las mujeres generalmente lo beben en lugares menos públicos.
En partes del sureste de Nigeria, a saber, Igbolandia, el vino de palma se conoce localmente como mmanya ocha (literalmente, 'bebida blanca'), con variantes ngwo y nkwu. Desempeña un papel muy importante en la configuración tradicional de los igbos. En Urualla, por ejemplo, y en otras ciudades «ideadoras», es la bebida preferida para las bodas tradicionales. Se requiere que un joven que vaya a la primera presentación en la casa de sus suegros traiga vino de palma con él. Se requieren varios galones de vino de palma, dependiendo de las costumbres de las diferentes regiones de Igbolandia. Esta cultura se puede observar de manera similar en las regiones vecinas del noroeste de Camerún.
Hay cuatro tipos de vino de palma en el centro y sur de la República Democrática del Congo. De la palma aceitera se produce el ngasi, de la palma de rafía se produce el dibondo, de la palma de coco se produce el cocoti y de una palma corta que crece en las áreas de sabana de las provincias occidentales de Bandundu y Kasai se produce el mahusu.

### India

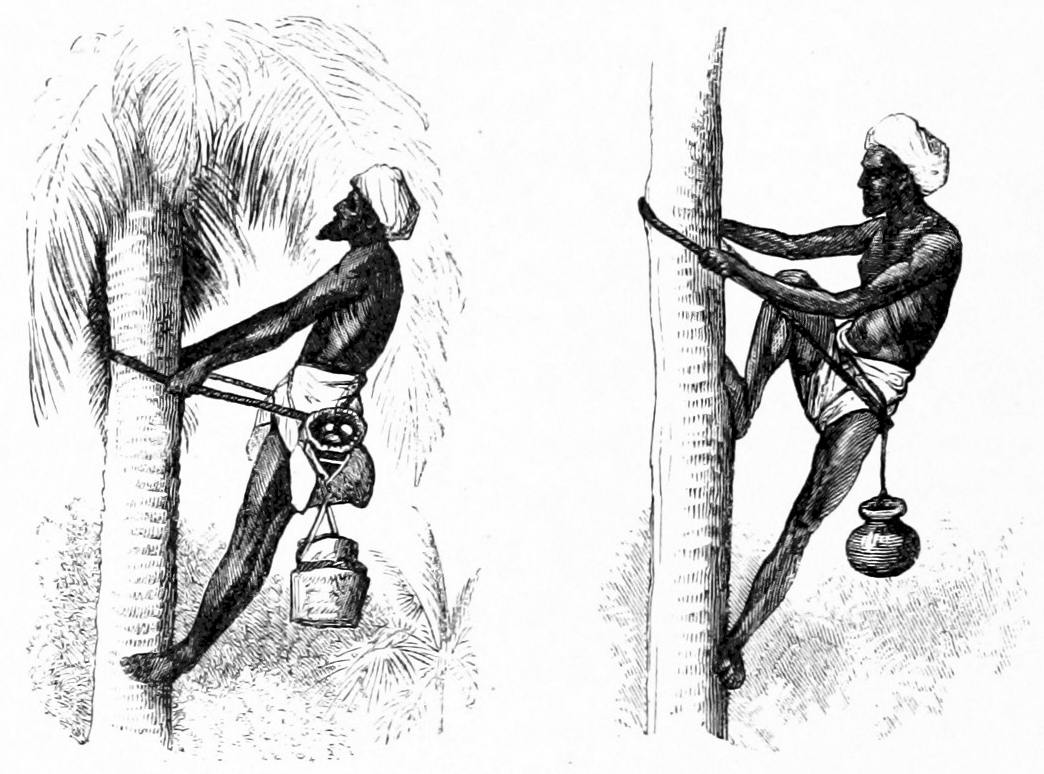
Oficio del tubero en la India, dibujo de 1870

En India y Asia tropical, los cocoteros y las palmiras (Arecaceae y Borassus) son las palmeras preferidas para preparar vinos de palma. Es principalmente producido del lala palma (Hyphaene coriacea) por tajante la raíz y recogiendo la savia. En algunas áreas de India, vino de palma está evaporado para producir el unrefined el azúcar llamó jaggery.

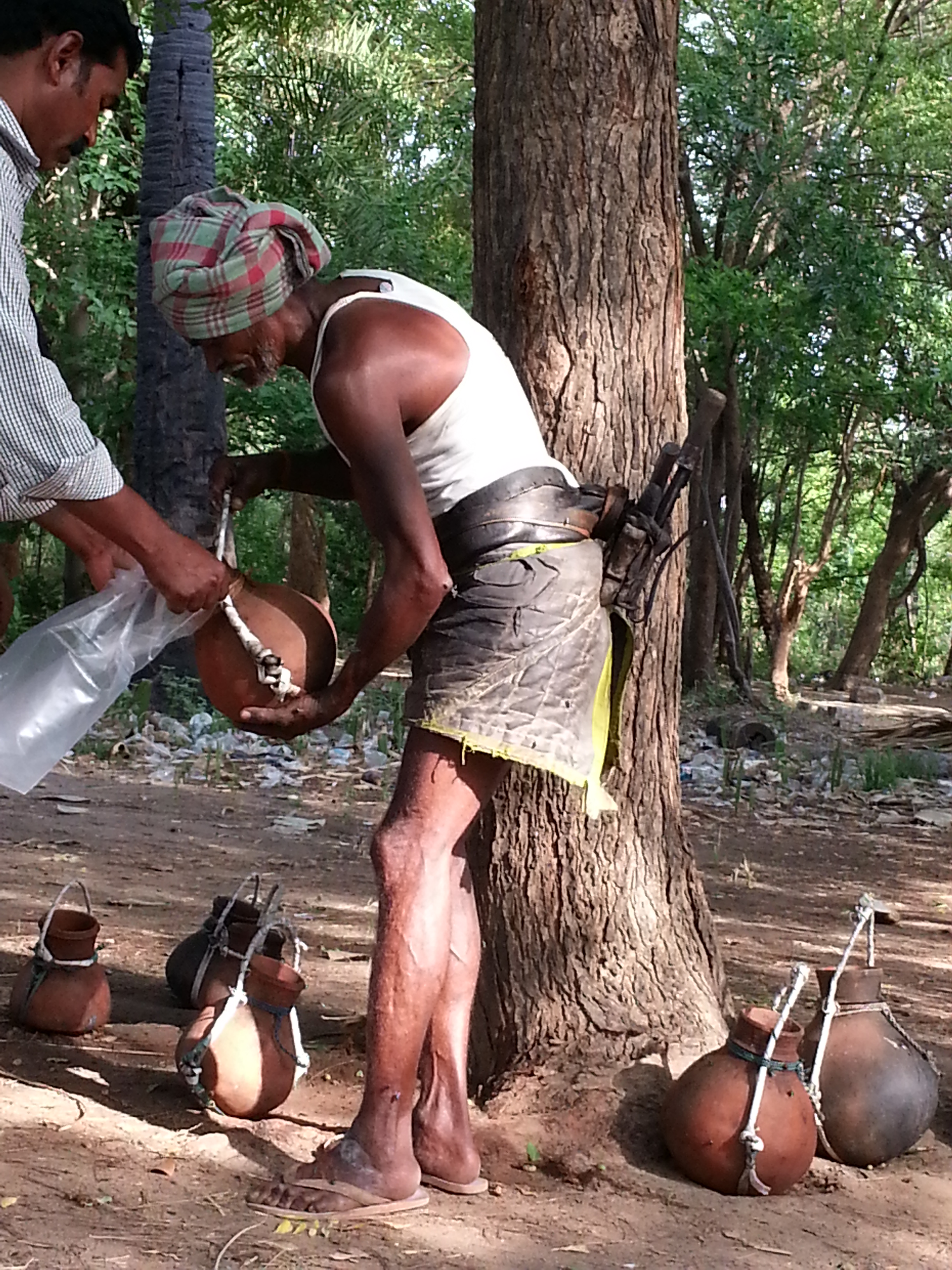
Recolector de savia en Telangana, India

En algunas partes de la India, la savia sin fermentar (es, decir, fresca, sin alcohol) se llama neera en maratí o pathaneer en tamil y es refrigerada, almacenada y distribuida por agencias semigubernamentales. Se agrega un poco de cal (hidróxido de calcio) a la savia para evitar que fermente. El neera, similar a los productos de jugo de frutas, es rico en potasio.
En la India, el vino de palma (toddy en inglés indio) se sirve como el neera o kallu (una bebida agria hecha de savia fermentada, pero no tan fuerte como el vino de palma). La savia de palma contiene levaduras naturales, que realizan la fermentación de la glucosa en alcohol, así como acetobacter, que posteriormente convierte el alcohol en ácido acético (vinagre). El tiempo óptimo de consumo es un día después de la extracción, cuando el contenido de vinagre es mínimo; con el tiempo, se vuelve cada vez más amargo. Algunos bebedores de vino de palma prefieren su bebida más ácida de lo habitual, pero fermentar durante demasiado tiempo resultará en vinagre en lugar de vino. La refrigeración prolonga la vida útil de la bebida, al igual que una variedad de especias, que también aportan sabor.
En la India, el vino de palma suele estar disponible en tiendas especializadas conocidas como kallu shaap en malabar, kallu kadai en tamil, kalitha gadang en tulu, kallu dukanam en télugu, kallu angadi en canarés o liquor shop en inglés. En Tamil Nadu, esta bebida está prohibida actualmente, aunque la legalidad varía con la política. En ausencia de toddy legal, los destiladores de alcohol ilegal de arrack a menudo venden alcohol adulterado con metanol, que puede tener consecuencias letales. Para desalentar esta práctica, las autoridades han presionado para favorecer licores extranjeros hechos en india (IMFL por sus siglas en inglés) de bajo costo.
En los estados de Telangana y Andhra Pradesh, el toddy es una bebida popular en las zonas rurales que se consume con frecuencia al final del día, después del trabajo.
Hay dos tipos principales de kallu en los estados de Telangana y Andhra Pradesh, a saber, thadi kallu (de palmiras) y eetha kallu (de palmeras plateadas). El eetha kallu es muy dulce y menos embriagador, mientras que el thati kallu es más fuerte (dulce por la mañana, se vuelve amargo a amargo por la noche) y es muy embriagador. La gente disfruta del kallu justo a los árboles donde se extrae. Lo beben mediante hojas mientras el recolector (goud) vierte el kallu del binki (olla de kallu). Hay diferentes tipos de kallus según la temporada: poddathadu, parpudthadu o pandudthadu.
En Kerala, el toddy se usa como sustituto de la levadura en una variedad local de tolva (panqueque) llamada vellayappam. El toddy se mezcla con la masa de arroz y se deja durante la noche para ayudar a la fermentación y expansión de la masa, lo que hace que la masa suba haciendo que el pan esté suave cuando se prepara.
En Kerala, el toddy se vende con una licencia emitida por el departamento de impuestos especiales y es una industria que tiene más de 50.000 empleados con una junta de bienestar social dependiente del departamento de trabajo. También se utiliza en la preparación de una variedad suave de sanna, que es famosa en las partes de Karnataka y Goa.

### Indonesia y Malasia

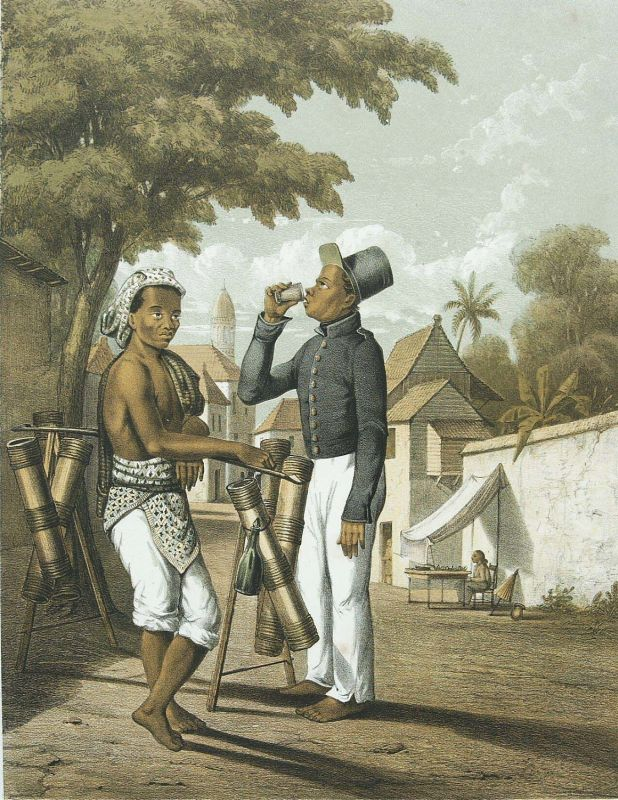
Litografía de un vendedor de vino de palma y un soldado nativo KNIL consumiendo tuak (1854)

El tuak se bebe en Sumatra, Célebes, Calimatán y Bali, en Indonesia, y partes de Malasia como Sabah y Sarawak, en Malasia Oriental. La bebida es una bebida popular entre los kadazan-dusun, los iban y los dayak durante los festivales Gawai y Kaamatan, además de bodas, alojamiento de huéspedes y otras ocasiones especiales. El pueblo batak del norte de Sumatra también consume vino de palma, mezclando la savia de palma con corteza de raru para hacer tuak. La cerveza se sirve en los puestos junto con bocadillos. La misma palabra se usa para otras bebidas de Indonesia, por ejemplo, las elaboradas con arroz fermentado.

### México

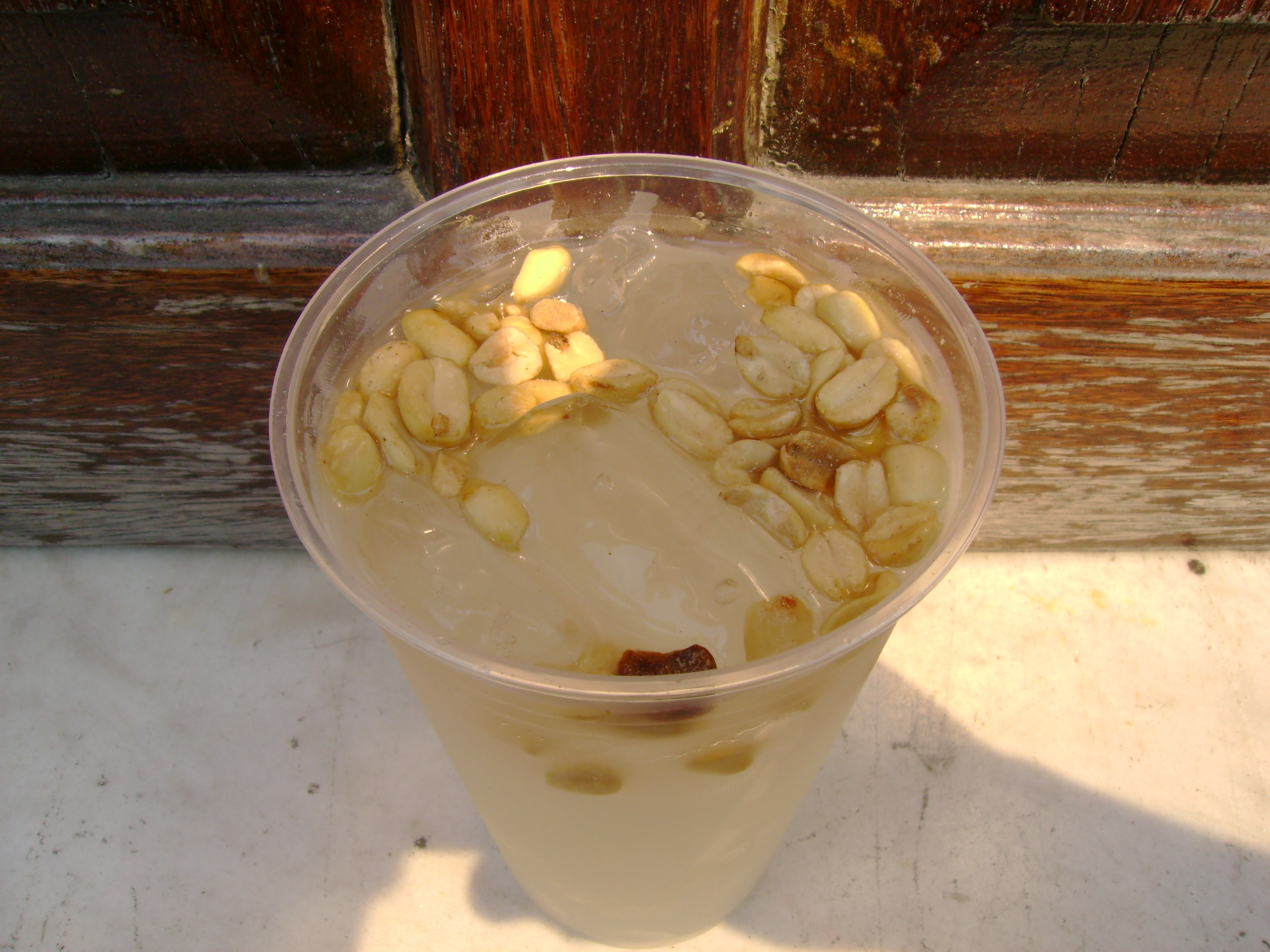
Tuba fresca de Colima, México, una bebida no alcohólica hecha de savia de palma de coco

La tuba mexicana hecha de savia de coco es común en el occidente de México, especialmente en los estados de Colima, Guerrero, Jalisco y Michoacán. Los cocos no son nativos de América; fueron introducidos desde Filipinas a través de los Galeones de Manila que arribaban a Acapulco. La tuba mexicana se adoptó de la tubâ filipina, por lo que se hace de la misma. Los recolectores de savia tradicionales se conocen como tuberos. Se hizo tan popular que en 1619, el capitán Sebastián de Piñeda escribió al rey Felipe III de España quejándose de los «indios filipinos» en Nueva España, quienes estaban causando  pérdidas al comercio de aguardientes españoles debido a la producción de tuba.
La tuba mexicana también se vende comúnmente como tuba fresca, una versión sin alcohol hecha de savia de coco fresca. Los vendedores ambulantes lo venden tradicionalmente en «bules», botellas hechas con la cáscara de calabazas grandes, y la mezclan con leche de coco, hielo y azúcar, y la sirven con cacahuates y fruta cortada en cubitos.

### Filipinas
Los vinos de palma se consumen ampliamente en Filipinas y forman parte de la industria tradicional del vinagre de palma. Se obtienen principalmente de cocos, palmas de nipa o palmas kaong. Los vinos de palma fermentados durante unos días o algunas semanas se denominan generalmente tubâ. Hay dos derivaciones tradicionales notables de tubâ con mayor contenido de alcohol. El primero es el lambanog, de la isla de Luzón, en el norte de Filipinas que se destila y es de color blanco lechoso a claro. El segundo, es la bahalina, de las islas Visayas y Mindanao, que es típicamente de color marrón anaranjado intenso debido al uso de extractos de corteza del manglar Ceriops tagal.
Otros tipos de vinos de palma autóctonos de las islas incluyen subtipos de tubâ como tuhak (o tubâ sa hidikup), que se elabora con savia de palmera del azúcar (kaong), y tunggang, que se elabora con savia de palma cariota.

### América del sur
La producción de vino de palma puede haber contribuido al estado de peligro de extinción de la palma chilena de vino (Jubaea chilensis).

### Otras áreas
En Tuvalu, el proceso de hacer vino de palma puede observarse en zonas pobladas de palmeras aledañas al Aeropuerto Internacional de Funafuti.
En Kiribati se conoce como karewe. La savia de cocotero recién recolectada se toma como bebida refrescante y la savia fermentada se toma como bebida alcohólica. El karewe se hierve para reducir el líquido a uno más espeso y tostado (marronoso) llamado kamwaimwai, utilizado como endulzante y para untar.

## Consumo por animales
Algunos pequeños mamíferos polinizadores consumen grandes cantidades de néctar de palma fermentado como parte de su dieta, como la tupaya de cola plumosa del sudesde asiático. Las inflorescencias de la palma bertam contienen poblaciones de levadura que fermentan el néctar en las flores hasta un máx. de 3,8 % de alcohol (promedio: 0,6 %). Las musarañas de los árboles metabolizan el alcohol de manera muy eficiente y no parecen emborracharse del néctar fermentado.
Se sabe que los murciélagos beben de contenedores de savia de palma cosechada, y también se excretan en los contenedores, lo que conduce a la transmisión de la enfermedad por el virus Nipah.

## Nombres
Aquí se exponen los diferentes nombres locales que tiene el vino de palma
| Donde              | Nombre local |
| ------------------ | --- |
| Argelia y Túnez    | Lāgmi (لاقمي), tanto para la versión alcohólica como la no-alcohólica |
| Bangladés          | তাড়ি taṛi, তাড়ু taṛu, tuak |
| Benín              | Sodavi (destilado) |
| Camboya            | Tuk tnout choo |
| Camerún            | Mimbo, matango, mbuh, tumbu, white stuff |
| China              | Zōng lǘ jiǔ (棕榈酒) |
| RD Congo           | Malafu ya ngasi en kikongo, masanga ya mbila en lingala, vin de palme en francés |
| Gabón              | Toutou |
| Gambia             | Singer |
| Ghana              | Doka, nsafufuo, palm wine, yabra, dεha (pronunciado der'ha), tér daññ |
| Guam               | Tuba |
| Guinea Ecuatorial  | topé (nombre más extendido), también llamado bahú en el norte y mahú en el sur |
| India              | - கள்ளு, ಕಳ್ಳು, കള്ള് (pronunciado kallu) en Tamil Nadu, Karnataka y Kerala respectivamente - Kali en tulu, hablando regiones de Kerala y Karnataka - తాటి కల్లు (Pronunciado thati kallu) en Telangana y Andhra - Tadi en Assam, Odisha, y Maharashtra - তাড়ি (pronunciado tari) en Bengala. - Sur en Goa. - നീര (pronunciado neera) en Kerala, Maharashtra y áreas litorales de Karnataka. |
| Indonesia          | arak, tuak en Batak, norte de Sumatra, en donde la barra tradicional para servirse se denomina lapo tuak. En las Célebes Meridionales, (especialmente en Tana Toraja) se llama ballo', y en las Septentrionales, saguer. |
| Costa de Marfil    | Bandji, koutoukou (cuándo es destilado) |
| Kenia              | Mnazi (lit. 'palma de coco') |
| Kiribati           | Karewe |
| Libia              | Lāgbi (لاقبي), tanto para la versión alcohólica como la no-alcohólica |
| Malí               | bandji, sibiji, chimichama |
| Malasia            | Nira en malayo Nira (malayo para jugo fresco obtenido de la flor del coco, la palma o la palma de azúcar, que puede convertirse en azúcar o en dicho vino de palma, que también se conoce como tuak), toddy (inglés), bahar (kadazan-dusun), goribon (rungus) |
| Maldivas           | Dhoaraa, rukuraa, meeraa |
| Myanmar            | Htan yay |
| México             | Tuba |
| Namibia            | omulunga, palm wine |
| Nepal              | Taari (तारि) |
| Nigeria            | Palm wine, palmy, ukọt nsuñ, mmin efik, emu, oguro, tombo liquor, mmanya ngwo, nkwu enu, nkwu ocha. |
| Papúa Nueva Guinea | segero, tuak |
| Filipinas          | tubâ, soom, lambanóg (cuando se destila), bahalina en samareño |
| Sudáfrica          | ubusulu, injemane |
| Seychelles         | kalou |
| Sierra Leona       | poyo, mampama |
| Sri Lanka          | Raa en cingalés, kallu (கள்ளு), panam culloo |
| Tanzania           | Pómbe (lit. 'alcohol') o tembo |
| Tailandia          | Kache, namtanmao |
| Timor Oriental     | Tuaka, tua mutin (al brandy se le llama tua sabu) |
| Tuvalu             | Kaleve o toddy si no está fermentado, Kao o sour toddy si está fermentado |
| Vietnam            | Ruou dua (rượu dừa); vino de coco |

a Telugu, Tamil and Malayalam.
b Marathi.

## Galería

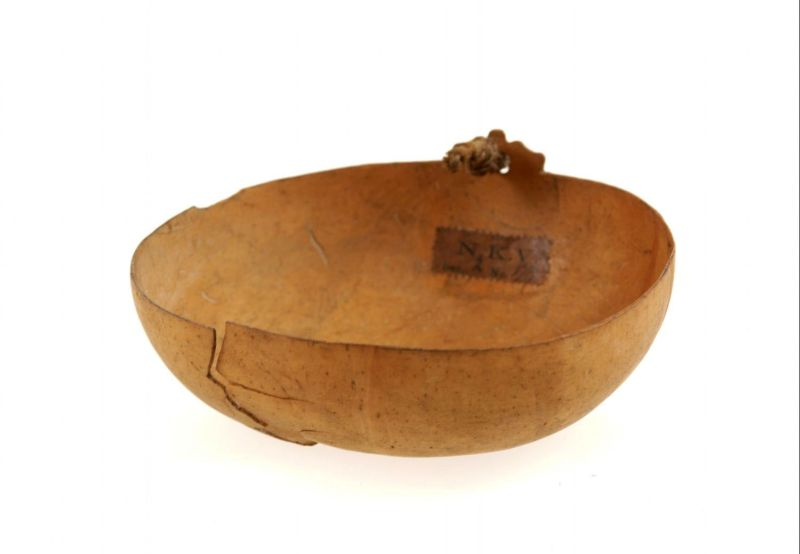
Cuenco de calabaza para beber tuak (finales del siglo XIX)
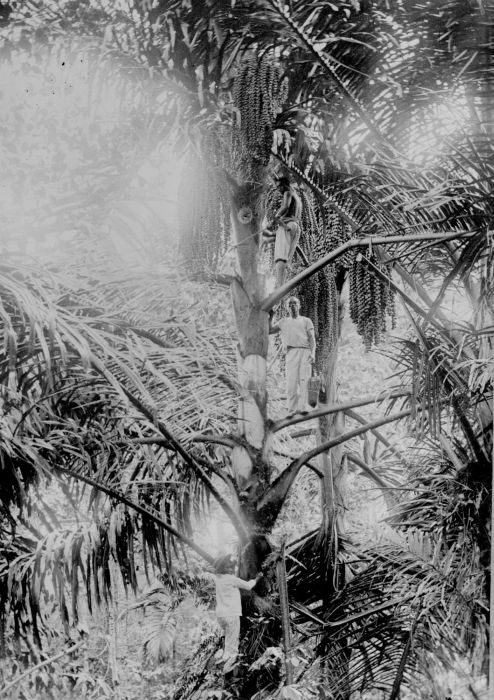
Recolección de savia de las flores inmaduras de arènpalm (Arenga pinnata), una de las palmas utilizadas para hacer vino de palma, en Ambon, Molucas (1919). El vino se llamaba toewak (en holandés), tuak o sagoweer (en saguer).
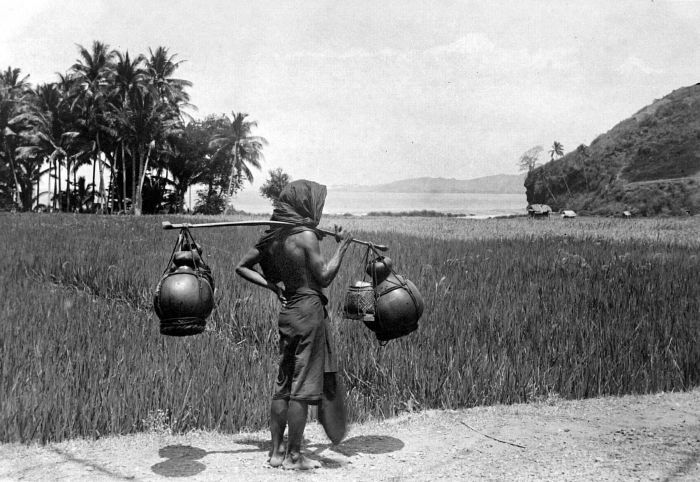
Vendedor de vino de palma en Bali (1929)
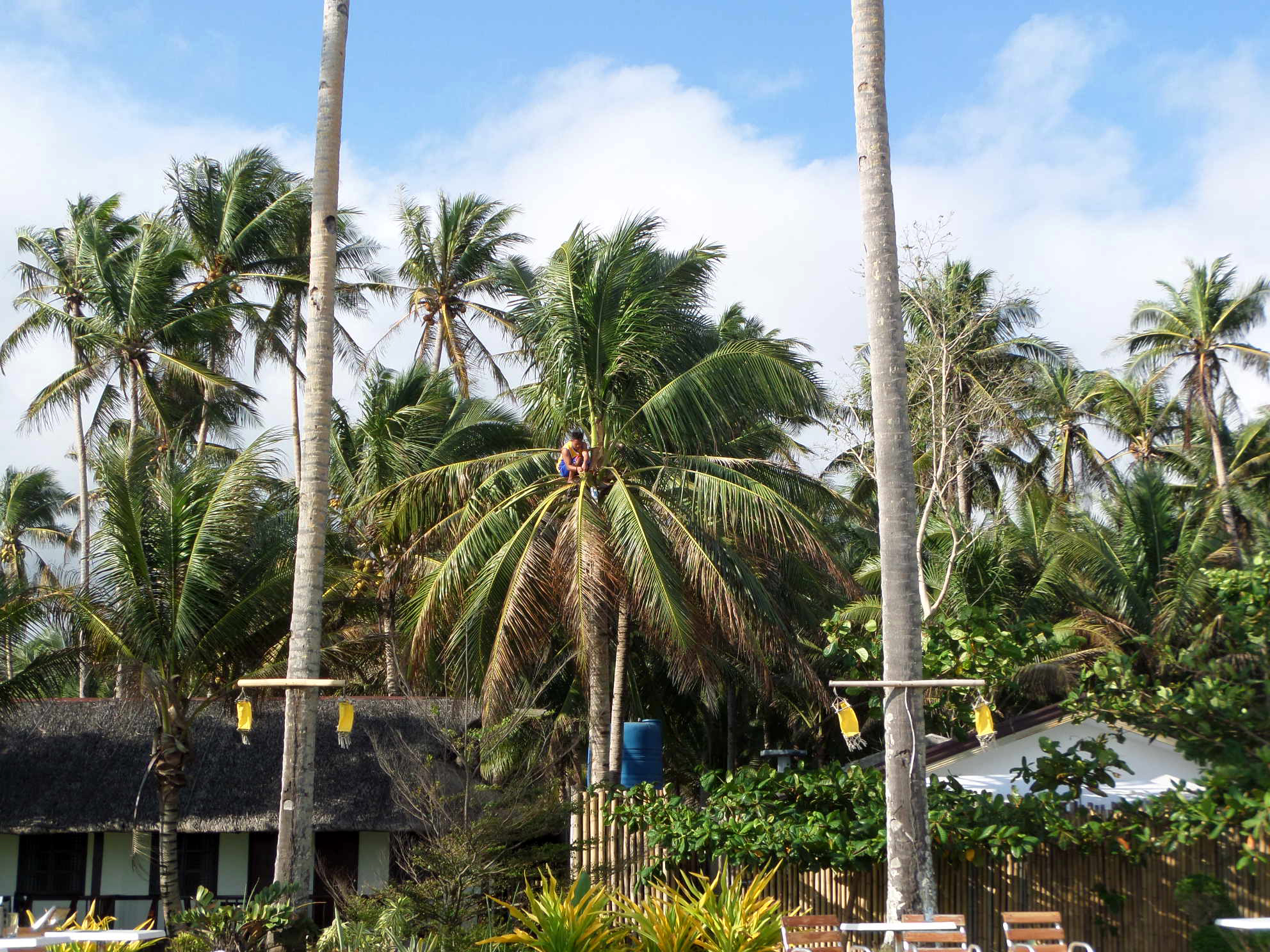
Tomada en Leyte del Sur, Filipinas, donde un tubero trepa al cocotero para cosecharlo
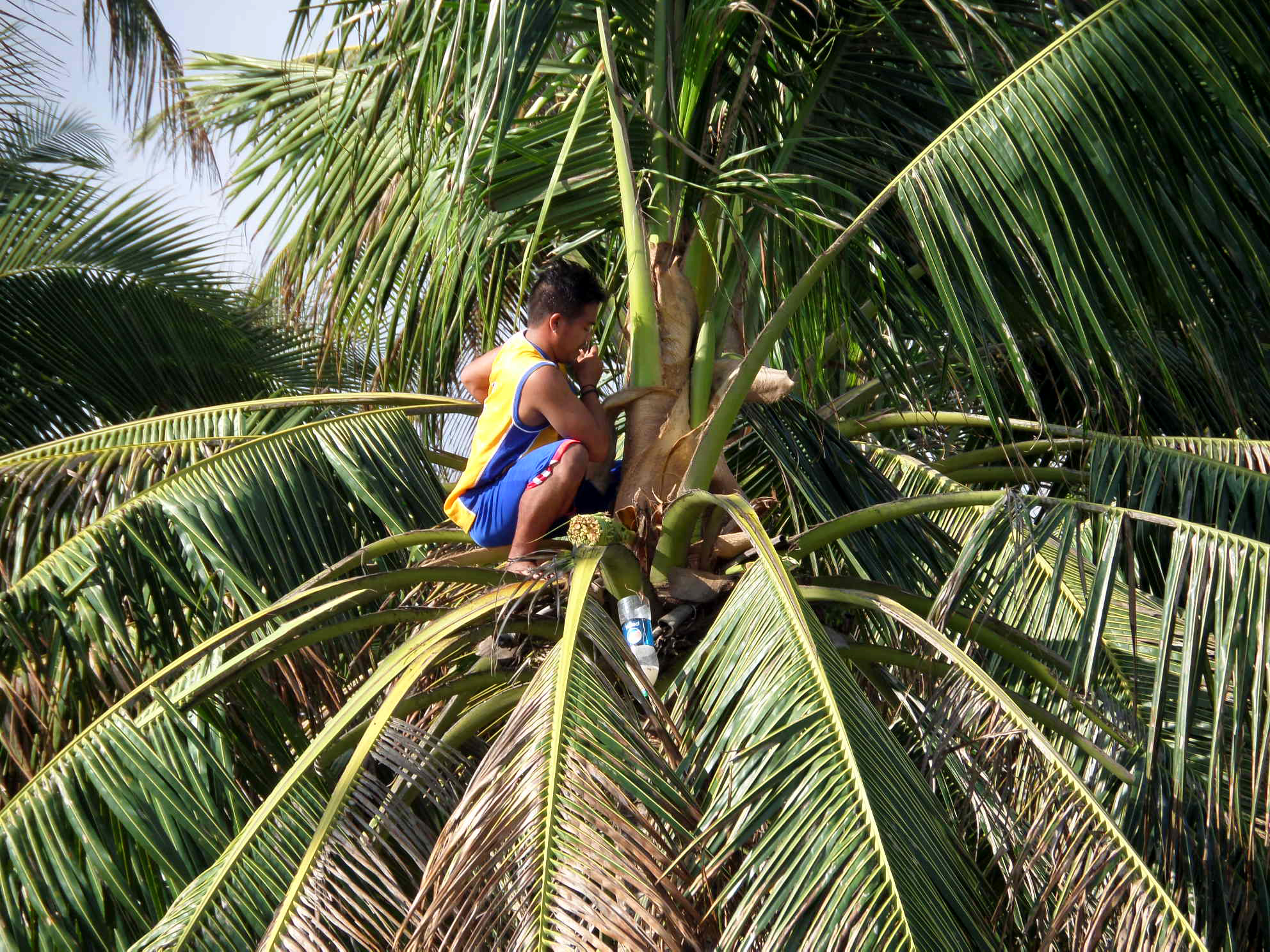
Tubero en la palma de coco recolectando tuba.
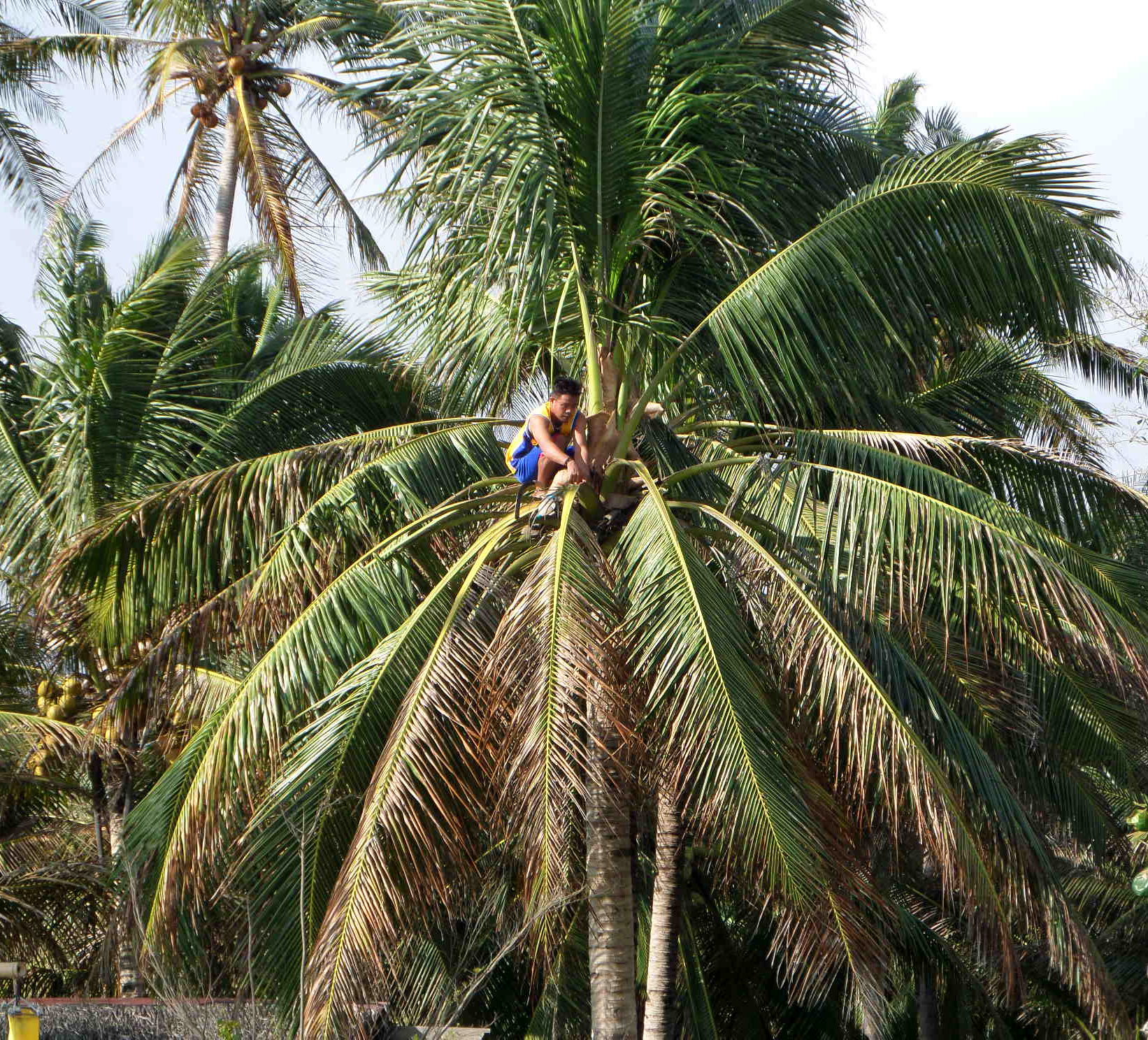
Los recolectores se conocen localmente como manananggot
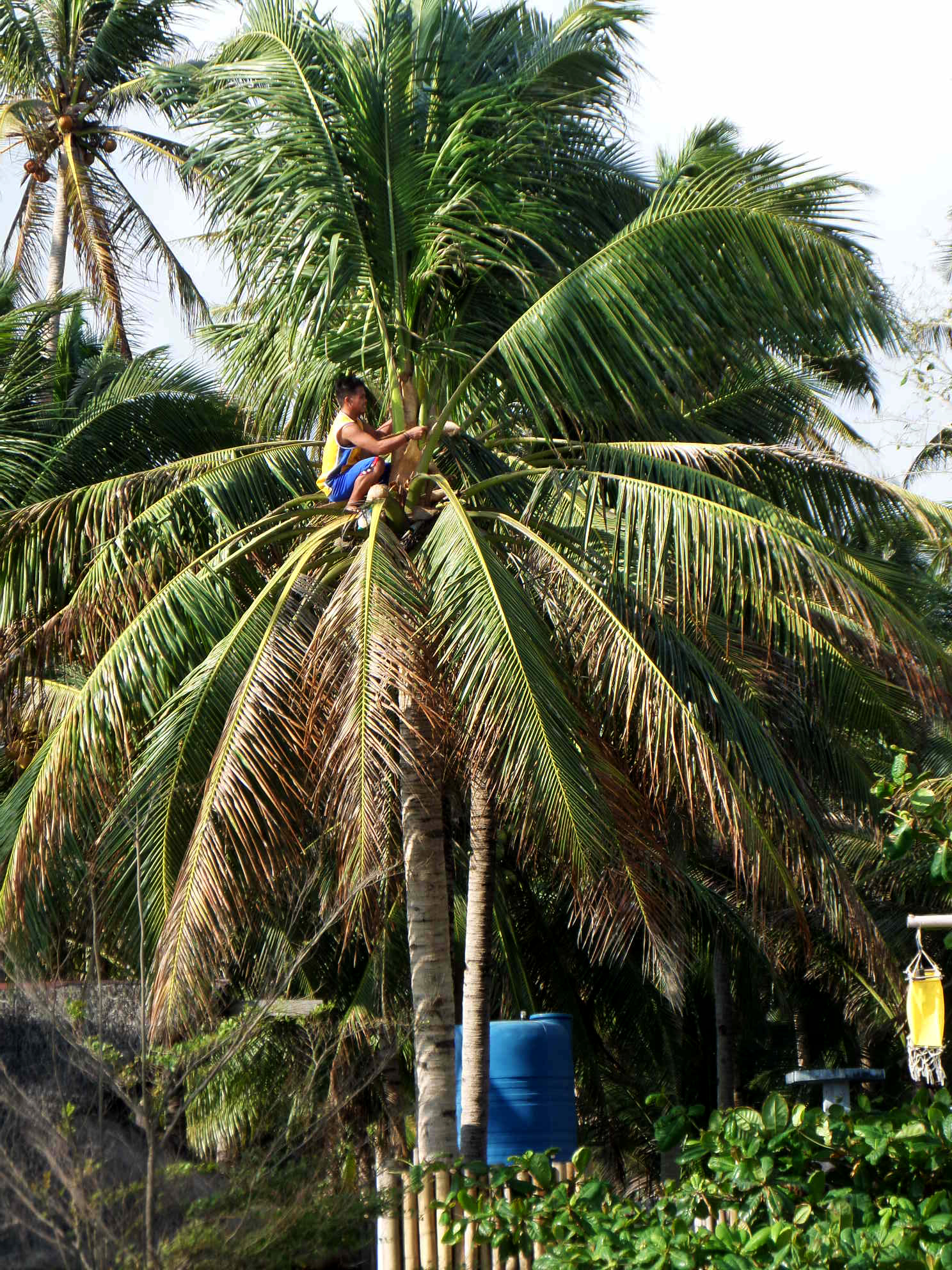
Recogiendo la tuba del cocotero
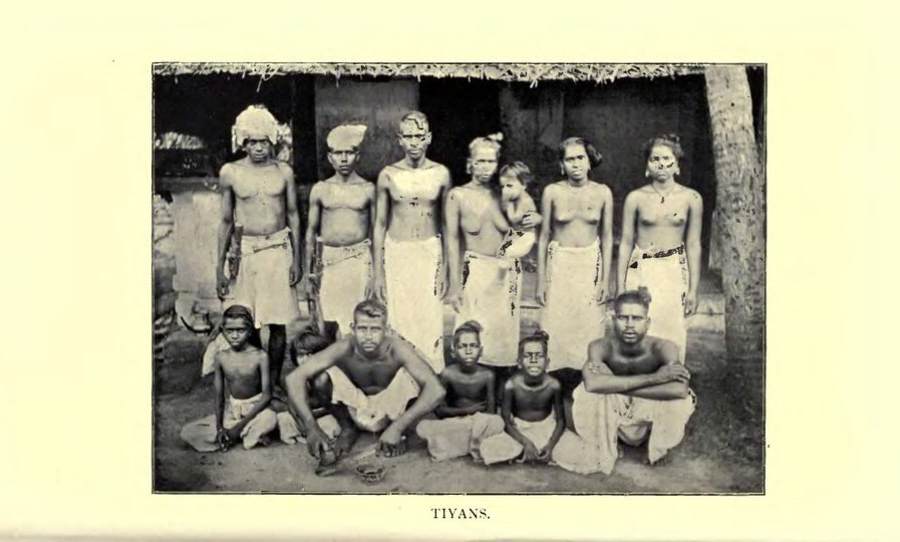
Foto de un grupo de thiyyar, la comunidad tradicional de recolectores de tuba en el norte de Kerala.
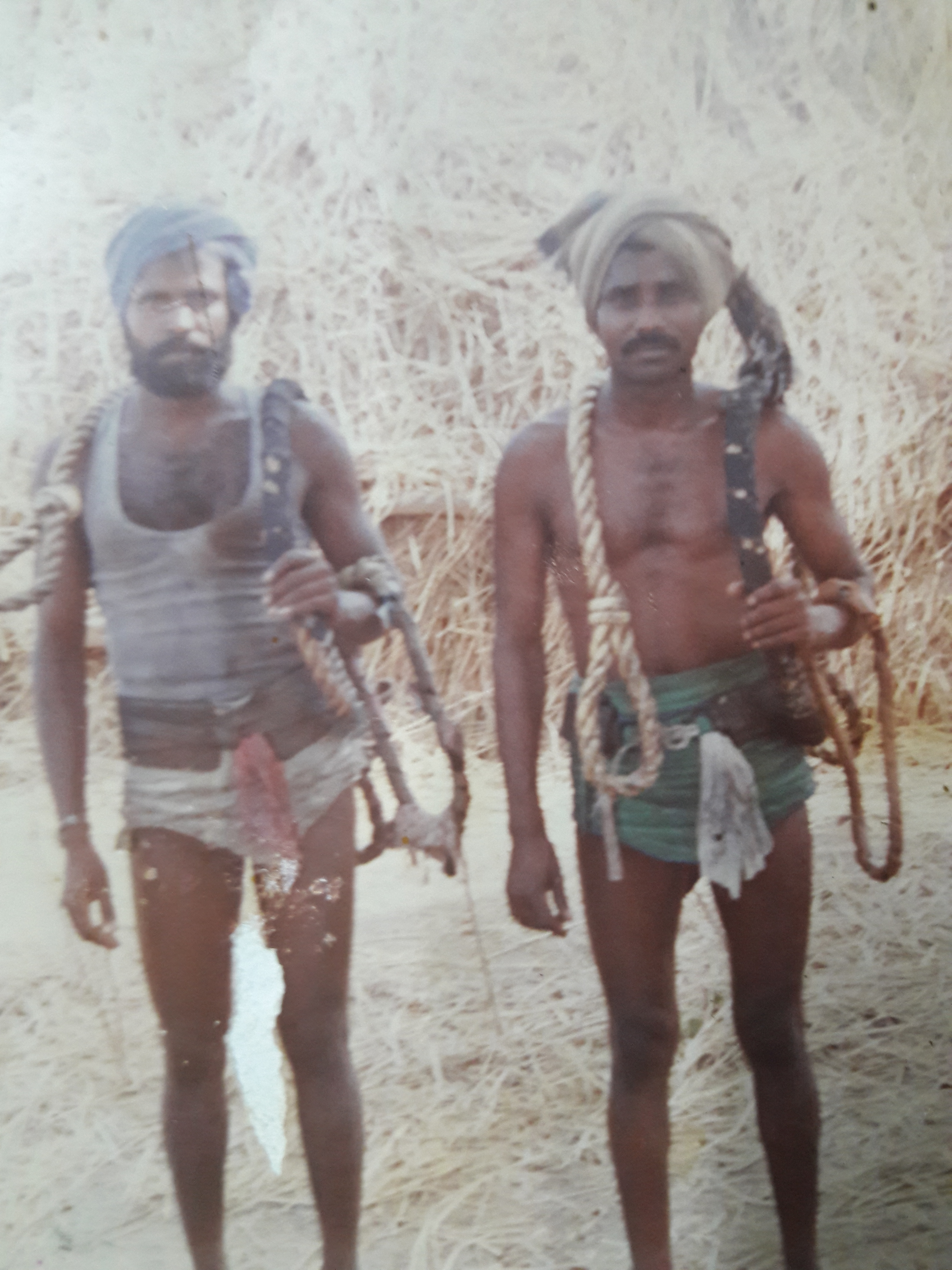
Recolectores indios de tuba en Telangana
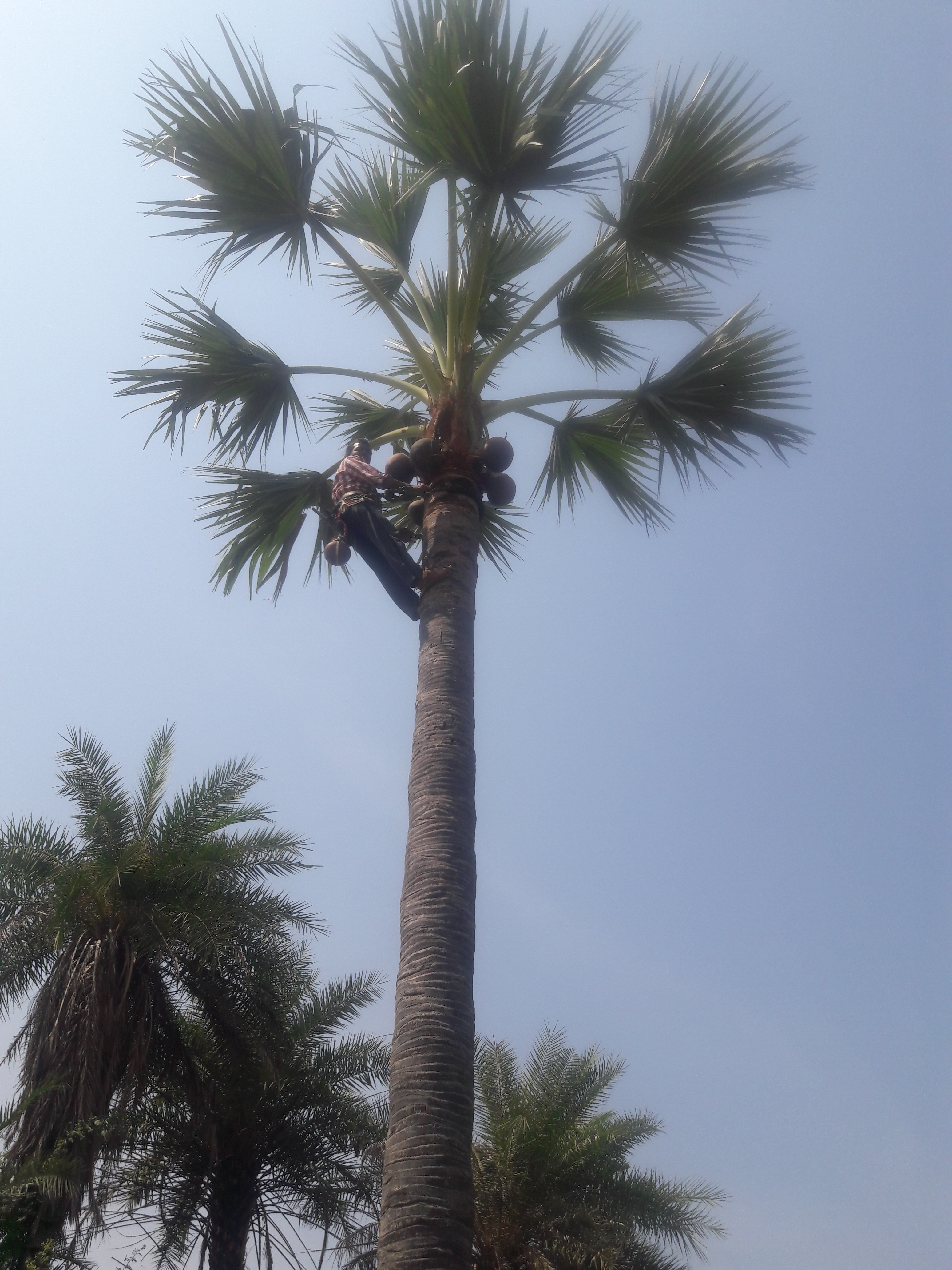
Recolector trepando la palmera
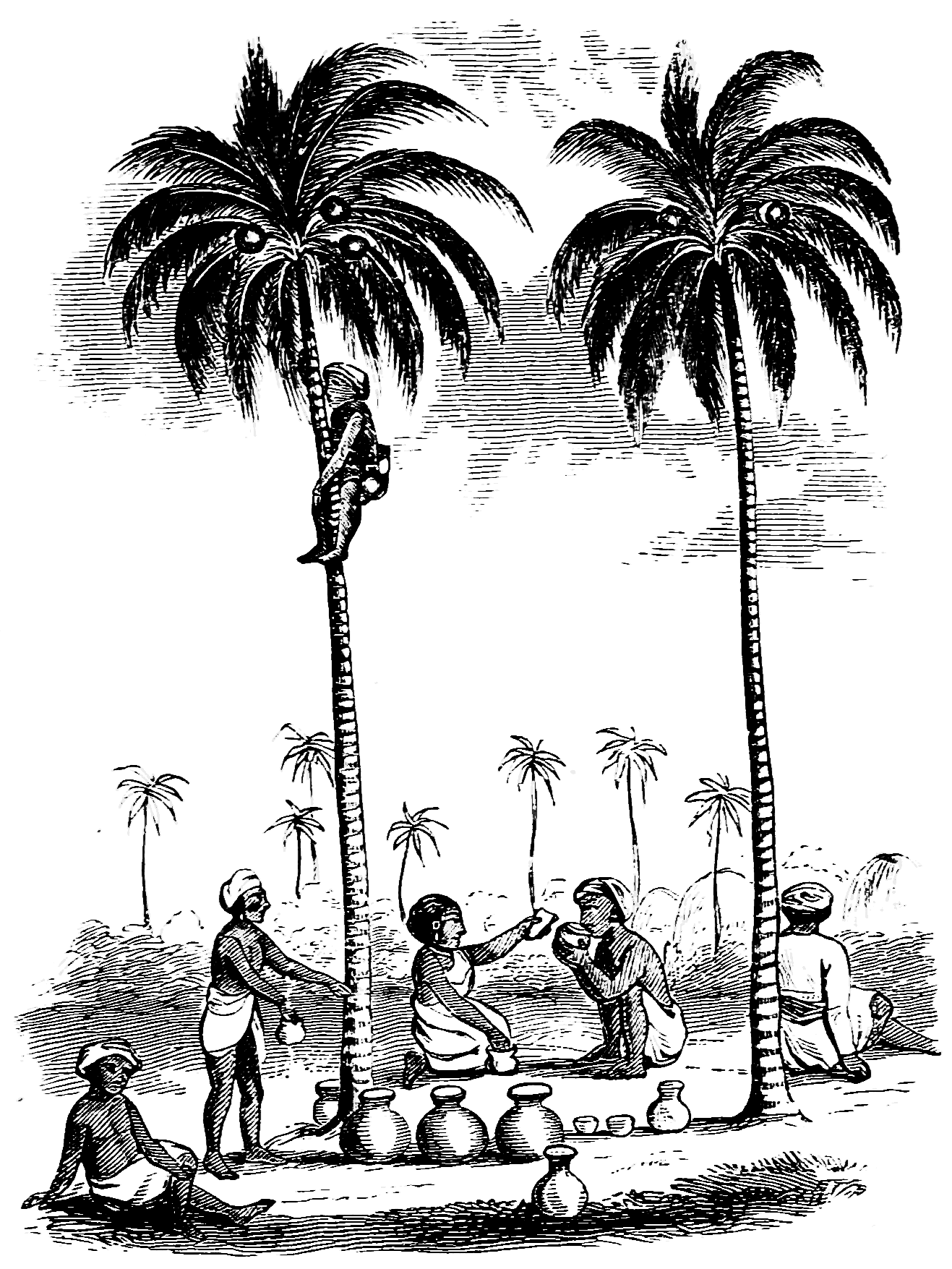
Tuberos del Sur de la India (1855)

## En cultura popular
El consumo de vino de palma es un elemento recurrente en la novela de Chinua Achebe Things Fall Apart, y en la novela de Amos Tutuola The Palm-Wine Drinkard.